# لوسیک کاراپتیان
لوسیک میکائیلی کاراپتیان (ارمنی: Լուսիկ Միքայելի Կարապետյան؛ انگلیسی: Loussik Karapetyan؛ زادهٔ ۱ دسامبر ۱۹۲۱ - درگذشته ۱ دسامبر ۲۰۰۹) تاریخ‌نگار ادبی اهل ارمنستان بود.

## زندگی‌نامه
وی در ۱ دسامبر ۱۹۲۱ در ایروان به دنیا آمد و از دانشکده لغت‌شناسی دانشگاه دولتی ایروان (۱۹۴۵) فارغ‌التحصیل گشت. وی در انستیتو ادبی  فعالیت می‌کرد.  وی در ۱ دسامبر ۲۰۰۹ در سن ۸۸ سالگی در ایروان درگذشت.

## یادداشت
1. ↑  գրականագետ
2. ↑  բանասիրական գիտությունների դոկտոր
3. ↑  Institute of Literature of National Academy of Sciences of Armenia